# Podzaruđe
Podzaruđe je bivše samostalno naselje s područja današnje općine Vareš, Federacija BiH, BiH.

## Zemljopisni položaj
Nalazi se istočno od sela Tribije. Nalazi se podno uzvisina Na Pilu, Vijakovice, Lauševca (909 m), Vukova Visa. Planina Greben je sjevernije. Jugoistočno je zaseok Kokošinjac, podno Rudine. Zaruđe je južno.

## Povijest
Za vrijeme socijalističke BiH ovo je naselje pripojeno naselju Tribija.